# George Atkins
Pour les articles homonymes, voir Atkins.
George Atkins (né le 18 août 1991 à Leicester) est un coureur cycliste britannique.

## Palmarès sur route

### Par année
- 2007
  -  Médaillé d'or du critérium au Festival olympique de la jeunesse européenne
- 2009
  -  Champion de Grande-Bretagne du contre-la-montre juniors
  - 10e du championnat d'Europe du contre-la-montre juniors
- 2011
  - Scottish Hill Climb
  - 2e du championnat de Grande-Bretagne du contre-la-montre espoirs
- 2012
  - Jock Wadley Memorial
  - 2e du championnat de Grande-Bretagne du contre-la-montre espoirs
- 2013
  - Elite Circuit Series
  - Stockton Festival of Cycling
  - 3e du championnat de Grande-Bretagne du contre-la-montre espoirs
- 2014
  - Elite Circuit Series
  - Stockton Festival of Cycling
- 2015
  - 3e du championnat de Grande-Bretagne du critérium

### Classements mondiaux
| Année           | 2010  |
| --------------- | ----- |
| UCI Europe Tour | 1241e |

## Palmarès sur piste

### Jeux du Commonwealth
- New Delhi 2010
  -  Médaillé d'argent de la course aux points

### Championnats d'Europe
- Minsk 2009
  -  Médaillé d'argent de la poursuite par équipes juniors
  -  Médaillé de bronze de la poursuite individuelle juniors

### Championnats nationaux
- 2009
  -  Champion de Grande-Bretagne de poursuite juniors
  -  Champion de Grande-Bretagne de l'américaine juniors (avec Daniel McLay)
  - 2e du championnat de Grande-Bretagne de course aux points juniors
  - 2e du championnat de Grande-Bretagne du kilomètre juniors
- 2010
  -  Champion de Grande-Bretagne de la course aux points
  - 2e du championnat de Grande-Bretagne de poursuite
  - 3e du championnat de Grande-Bretagne de l'américaine
- 2012
  -  Champion de Grande-Bretagne de la course aux points
- 2013
  -  Champion de Grande-Bretagne de l'américaine (avec Jonathan Mould)